# 49e (West Riding) Infanteriedivisie
De 49e (West Riding) Infanteriedivisie (Engels: 49th (West Riding) Infantry Division) was een Britse infanteriedivisie die zowel in de Eerste Wereldoorlog als de Tweede Wereldoorlog diende.

## Geschiedenis
De 49e Infanteriedivisie werd in 1908 opgericht als de West Riding Division. In 1915 werd de divisie hernoemd tot de 49th (West Riding) Infantry Division. De soldaten van de divisie dienden zowel in de Eerste Wereldoorlog als in de Tweede Wereldoorlog .

## Eerste Wereldoorlog
Tijdens de Eerste Wereldoorlog vocht deze divisie in Frankrijk en Vlaanderen, vooral bij de Belgische stad Ieper. Na de oorlog werden de soldaten van de divisie een onderdeel van de Northern Command.

## Tweede Wereldoorlog
De divisie nam tijdens de Tweede Wereldoorlog deel aan de Slag om Noorwegen en was betrokken bij de strijd om Narvik. In mei 1940 trok de divisie zich terug uit Noorwegen. De 146ste en 147ste Infanteriebrigade werden na de terugtrekking gestationeerd op IJsland. Hier werd het insigne van een ijsbeer op een ijsschots aangenomen. Daarvan komt ook een bijnaam van de divisie namelijk: Polar Bears.
In 1942 werd de divisie overgeplaatst naar het Verenigd Koninkrijk en gestationeerd in Wales, Schotland en Oost-Engeland. In juni 1944 nam de divisie als onderdeel van het 30e Legerkorps deel aan de strijd in Normandië. De Duitse propagandist 'Lord Haw Haw' bedacht de bijnaam de 'Polar Bear Butchers' na de veldslagen bij Cristot, Fontenay en Rauray in de Normandische campagne.
Na de campagne werd een wijziging doorgevoerd waardoor de divisie nu afwisselend diende onder het 1e Legerkorps, Tweede Canadese Legerkorps en het Eerste Canadese Legerkorps. Ze dienden als generaal Montgomery's linkerflank in de campagne die plaatsvond in België en Nederland.
De 49ste Infanteriedivisie speelde een belangrijke rol in de bevrijding van Le Havre, ondersteunde de bevrijding van Arnhem door het 1e Canadese leger en was ook betrokken bij de bevrijding van Den Bosch, Roosendaal, Ede, Veenendaal, Utrecht en Hilversum. In Hilversum kwamen 13 Polar Bears om het leven doordat bij het ontwapenen van de Duitsers een antitankmijn afging. De Divisie speelde een humanitaire rol in de laatste weken van de oorlog in de voedselvoorziening voor de uitgehongerde bevolking van Nederland.
In de 11 maanden van de strijd in 1944-1945, leed de 49ste Infanterie Divisie een verlies van 11.000 man. Een van de soldaten werd onderscheiden met het Victoria Cross.

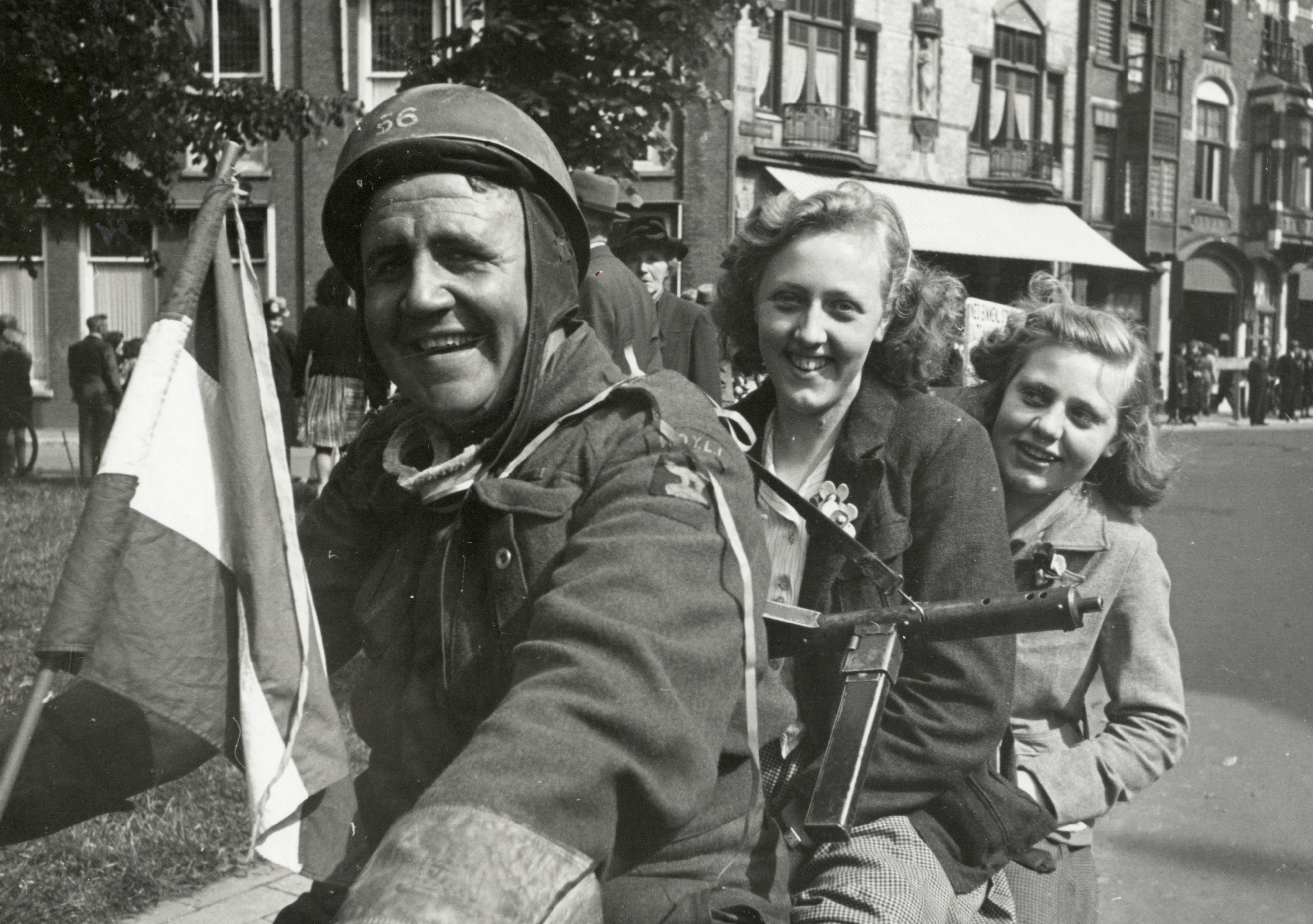
Een motorrijder van het 49th Reconnaissance Regiment (Polar Bears) met achterop 2 fans tijdens de intocht in Utrecht in 1945.

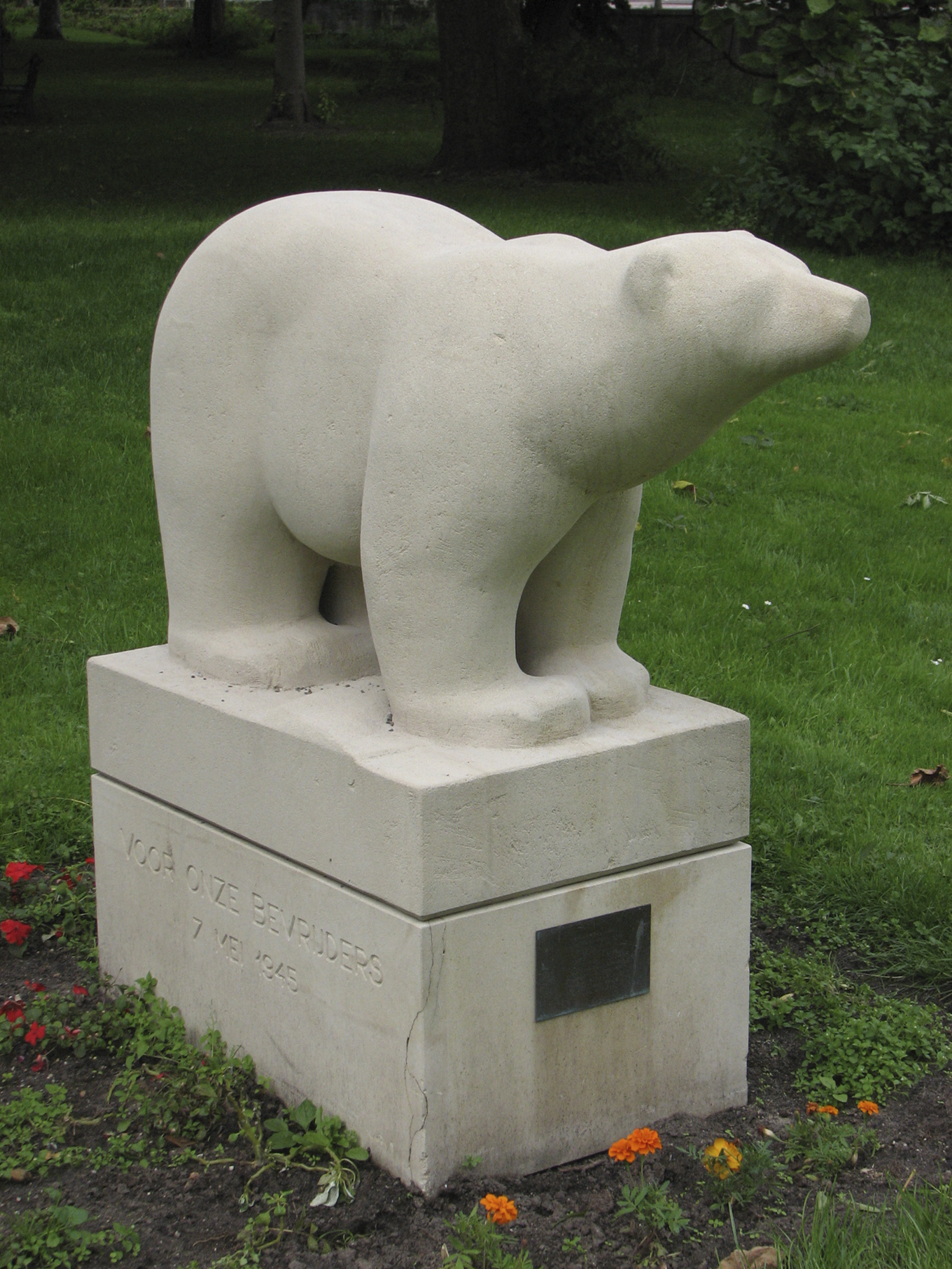
Monument voor het 49th Reconnaissance Regiment (Polar Bears)

## Na de Tweede Wereldoorlog
De divisie werd in 1946 ontbonden, maar in 1947 als onderdeel van de Territorial Army nieuw leven ingeblazen. De divisie kreeg de naam 49th (West Riding) Armoured Division met de basis in Nottingham. In 1953-1956 werd de divisie ingezet in Kenia tegen de Mau Mau.
In 1956 werd de divisie omgedoopt tot de 49th (West Riding and Midland) Infantry Division met de basis in Leeds. In 1961 kreeg het de naam 49th (West Riding and North Midland) Division/District. De divisie werd uiteindelijk in 1967 teruggebracht tot een veel kleiner territoriaal leger en een stuk Volunteer Reserve.
In april 1982 werd het commandoniveau van de brigade hersteld en de 49e infanteriebrigade gevormd als een operationele formatie binnen de 2e divisie, met als doel het 1ste (Britse) Corps versterken. Dit Corps was gelegerd in Duitsland.
In de vroege jaren 90 werden een aantal districten samengevoegd. Deze districten werden vervolgens gewijzigd in de sectoren, die elk verantwoordelijk waren voor een specifiek deel van het land. De 49e (East) Brigade werd in 1995 samengevoegd met de 54e (East Anglia) Brigade. In 2008 viert de 49e (Oost) Brigade haar honderdjarig bestaan, als onderdeel van regionale krachten.

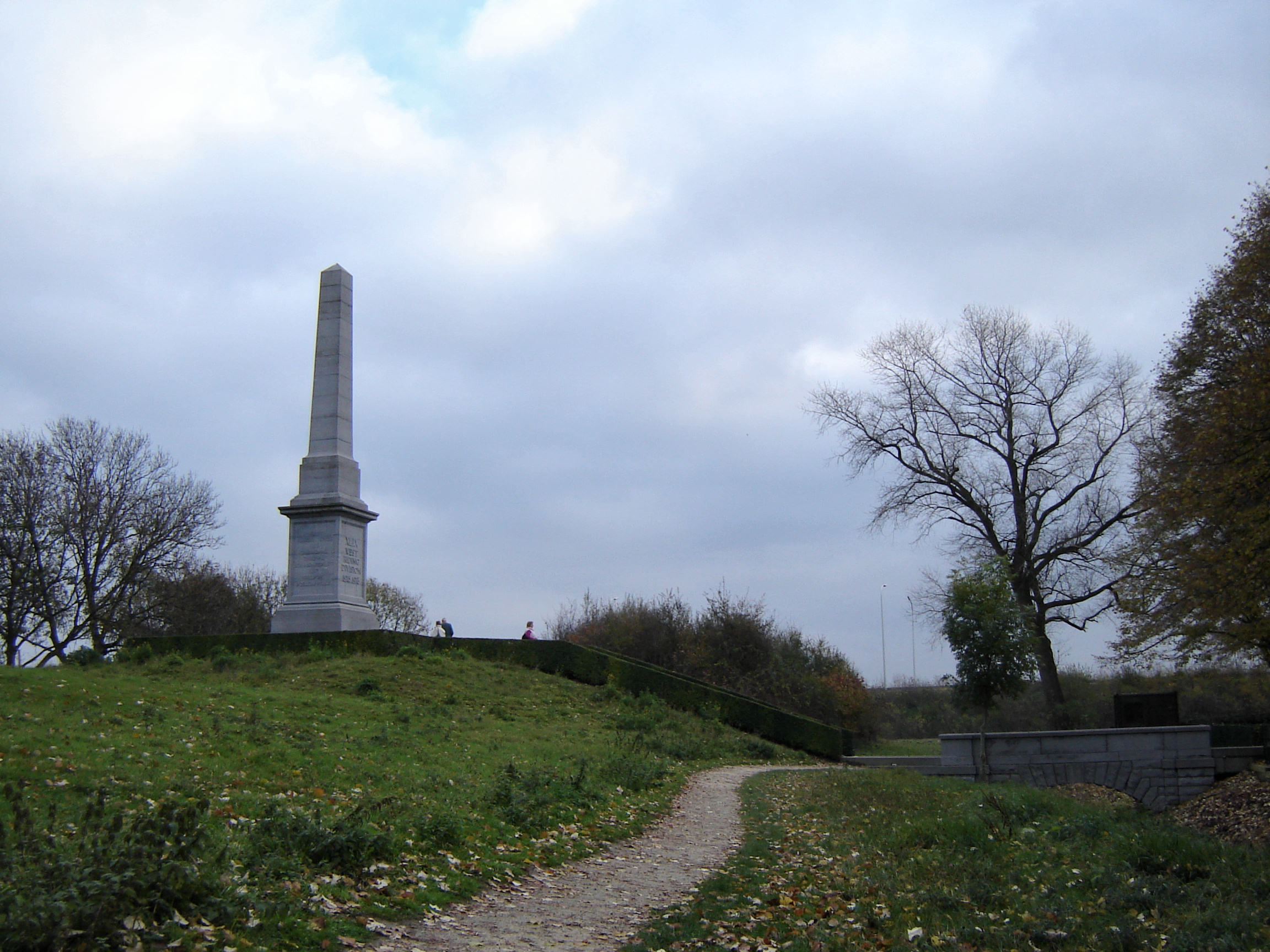
Herdenkingsobelisk in Boezinge, voor de divisie in de Eerste Wereldoorlog
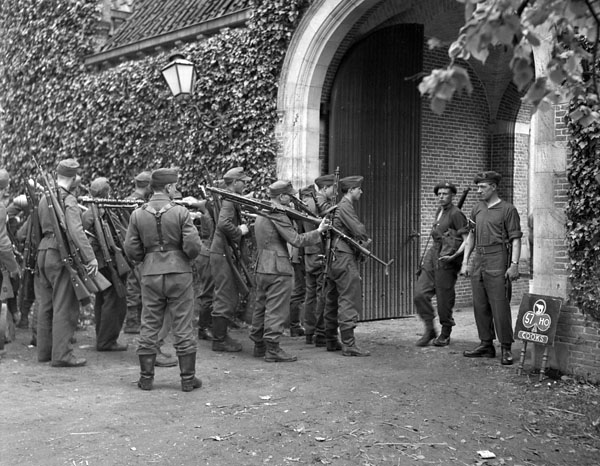
Ontwapenen van Duitse soldaten in Nederland (1945) door de 49e (West Riding) Infanteriedivisie
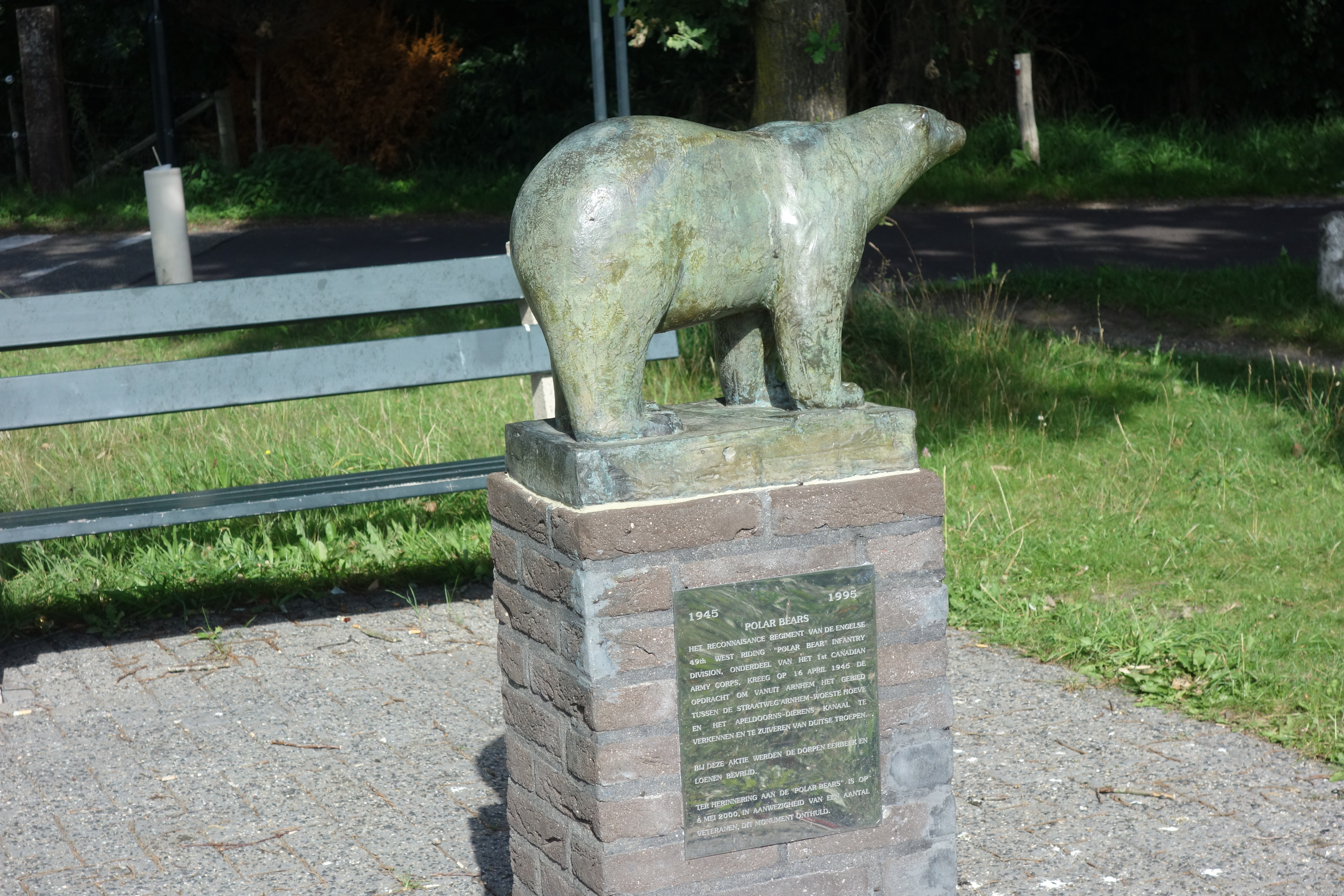
Monument in remembrance of the 49th West Riding "Polar Bear" Infantry Division, in Loenen.